# Monsters: Dark Continent
Monsters: Dark Continent è un film del 2014 diretto da Tom Green.
La pellicola è il sequel del film Monsters del 2010.

## Trama
Sono passati dieci anni dall'inizio dell'infezione aliena, e la "Zona Infetta" si è propagata in tutto il mondo. Nel Medio Oriente è cominciata una nuova ribellione. Allo stesso tempo c'è stata anche una proliferazione di alieni in quella regione. L'esercito decide così di arruolare un gran numero di soldati per porre fine a questa rivolta.

## Produzione
Le riprese del film vengono effettuate prevalentemente in Giordania.

## Distribuzione
Il primo teaser trailer del film viene diffuso online il 23 agosto 2013, mentre il primo trailer britannico viene diffuso il 25 agosto.
La pellicola, inizialmente prevista per il 28 novembre 2014, è stata distribuita nelle sale cinematografiche britanniche nel maggio 2015.

## Riconoscimenti
- 2016 - Saturn Award
  - Candidatura per la miglior distribuzione in home video